# Le Satellite mystérieux
Pour plus de détails, voir Fiche technique et Distribution.
Le Satellite mystérieux (宇宙人東京に現る, Uchūjin Tōkyō ni arawaru) est un film japonais réalisé par Kōji Shima, sorti en 1956.

## Synopsis
Un engin mystérieux survole la ville de Tokyo. Bientôt des gens se retrouvent en présence d'êtres étranges qui les effraient. Ce sont pourtant des aliens pacifiques qui viennent prévenir les humains d'un terrible danger qui les menace...

## Fiche technique
- Titre : Le Satellite mystérieux[1],[2]
- Titre original : 宇宙人東京に現る (Uchūjin Tōkyō ni arawaru?)
- Réalisation : Kōji Shima
- Scénario : Hideo Oguni, d'après le roman homonyme de Gentarō Nakajima (ja)
- Musique : Sentarō Ōmori
- Direction artistique : Shigeo Mano
- Photographie : Kimio Watanabe
- Effets spéciaux : Kenmei Yuasa
- Direction artistique : Shigeo Mano
- Son : Ken'ichi Nishii
- Montage : Toyo Suzuki
- Production : Masaichi Nagata
- Société de production : Daiei
- Société de distribution : Daiei
- Pays de production :  Japon
- Langue originale : japonais
- Format : couleur par Daieicolor - 1,37:1 - 35 mm - son mono
- Genre : film de science-fiction
- Durée : 88 minutes
- Dates de sortie :
  - Japon : 29 janvier 1956[3]
  - France : 27 novembre 1957[2]

## Distribution
- Keizo Kawasaki : le professeur Toru Itsobe
- Toyomi Karita : 1) la danseuse Hikari Aozora / 2) Ginka, son sosie extraterrestre
- Isao Yamagata : le professeur Matsuda
- Shōzō Nanbu : le professeur Isobe
- Bontarō Miake (ja) : le professeur Kamura
- Mieko Nagai : Taeko Kamura
- Kiyoko Hirai : Mme Natsuda
- Bin Yagasawa : le Païran N°2